# Mont (géomorphologie)
Pour les articles homonymes, voir Mont.
Ne doit pas être confondu avec Montagne.

Bloc-diagramme représentant un relief de type jurassien dont le mont.

Un mont est un type de relief de plissement formé du toit d'un anticlinal ; il s'agit d'un exemple de relief structural.
Lorsque l'érosion de l'anticlinal en combe met au jour le toit d'une nouvelle strate plus résistante à l'érosion, il se forme un mont dérivé.
Le relief opposé au mont est le val lorsque le fond d'une dépression est formé du toit d'un synclinal.